# Nagnouma Coulibaly
Nagnouma Coulibaly (31 de maio de 1989) é uma basquetebolista malinesa.

## Carreira
Nagnouma Coulibaly integrou a Seleção Malinesa de Basquetebol Feminino em Pequim 2008, terminando na décima-segunda posição.